# BAA Playoffs 1947
I BAA Playoffs 1947 si conclusero con la vittoria dei Philadelphia Warriors, che sconfissero i Chicago Stags in finale per 4-1.

## Squadre qualificate

### Eastern Division
Nella Eastern Division si qualificarono:
1. Wash. Capitols
2. Philad. Warriors
3. N.Y. Knicks

### Western Division
Nella Western Division si qualificarono:
1. Chicago Stags
2. St. Louis Bombers
3. Cleveland Rebels

## Tabellone
|  | Primo Round | Primo Round       | Primo Round      |                  |                 | Semifinali      | Semifinali | Semifinali |  |  | Finali BAA | Finali BAA | Finali BAA |  |
|  |             |                   |                  |                  |                 |                 |            |            |  |  |            |            |            |  |
|  | E3          | N.Y. Knicks       | 2                |                  |                 |                 |            |            |  |  |            |            |            |  |
|  | E3          | N.Y. Knicks       | 2                |                  |                 |                 |            |            |  |  |            |            |            |  |
|  | W3          | Cleveland Rebels  | 1                |                  |                 |                 |            |            |  |  |            |            |            |  |
|  | W3          | Cleveland Rebels  | 1                |                  | E3              | N.Y. Knicks     | 0          |            |  |  |            |            |            |  |
|  |             |                   |                  |                  | E3              | N.Y. Knicks     | 0          |            |  |  |            |            |            |  |
|  |             |                   | E2               | Philad. Warriors | 2               |                 |            |            |  |  |            |            |            |  |
|  | W2          | St. Louis Bombers | E2               | Philad. Warriors | 2               | 1               |            |            |  |  |            |            |            |  |
|  | W2          | St. Louis Bombers |                  |                  |                 |                 |            |            |  |  |            |            |            |  |
|  | E2          | Philad. Warriors  | 2                |                  |                 |                 |            |            |  |  |            |            |            |  |
|  | E2          | Philad. Warriors  | 2                |                  | Chicago Stags * | Chicago Stags * | 1          |            |  |  |            |            |            |  |
|  |             |                   |                  |                  |                 |                 |            |            |  |  |            |            |            |  |
|  |             |                   | Philad. Warriors | Philad. Warriors | 4               |                 |            |            |  |  |            |            |            |  |
|  |             |                   |                  | Philad. Warriors | 4               |                 |            |            |  |  |            |            |            |  |
|  |             |                   |                  |                  |                 |                 |            |            |  |  |            |            |            |  |
|  |             |                   |                  |                  |                 |                 |            |            |  |  |            |            |            |  |
|  |             | W1                | Chicago Stags *  | 4                |                 |                 |            |            |  |  |            |            |            |  |
|  |             |                   |                  | 4                |                 |                 |            |            |  |  |            |            |            |  |
|  |             |                   | E1               | Wash. Capitols * | 2               |                 |            |            |  |  |            |            |            |  |

Legenda
- * Vincitore Division
- "Grassetto" Vincitore serie

## Primo turno

### (E3) New York Knicks - (W3) Cleveland Rebels
RISULTATO FINALE: 2-1
| Cleveland 2 aprile 1947 Gara 1    | Cleveland Rebels | 77 – 51 referto | N.Y. Knicks | Cleveland Arena |
| E. Sadowski 24 Punti L. Knorek 10 |                  |                 |             |                 |
|                                   |                  |                 |             |                 |
| E. Sadowski 24                    | Punti            | L. Knorek 10    |             |                 |

| New York 5 aprile 1947 Gara 2    | N.Y. Knicks | 86 – 74 (41-43, 45-31) referto | Cleveland Rebels | Madison Square Garden III (10.321 spett.) |
| S. Stutz 30 Punti E. Sadowski 26 |             |                                |                  |                                           |
|                                  |             |                                |                  |                                           |
| S. Stutz 30                      | Punti       | E. Sadowski 26                 |                  |                                           |

| New York 6 aprile 1947 Gara 3     | N.Y. Knicks | 93 – 71 referto | Cleveland Rebels | Madison Square Garden III (5.124 spett.) |
| B. Palmer 26 Punti E. Sadowski 21 |             |                 |                  |                                          |
|                                   |             |                 |                  |                                          |
| B. Palmer 26                      | Punti       | E. Sadowski 21  |                  |                                          |

PRECEDENTI IN REGULAR SEASON
| Regular Season 1946-47 | N.Y. Knicks | 2 – 4 | Cleveland Rebels | Referto 1 - Referto 2 - Referto 3 - Referto 4, Referto 5 - Referto 6 |
| (1 t.s.) New York Knicks 82 Cleveland Rebels 70 New York Knicks 53 Cleveland Rebels 79 New York Knicks 84 Cleveland Rebels 69 Punti 76 Cleveland Rebels 52 New York Knicks 56 Cleveland Rebels 72 New York Knicks 90 Cleveland Rebels 81 New York Knicks |             | |                  |                                                                      |
| |             | |                  |                                                                      |
| (1 t.s.) New York Knicks 82 Cleveland Rebels 70 New York Knicks 53 Cleveland Rebels 79 New York Knicks 84 Cleveland Rebels 69 | Punti       | 76 Cleveland Rebels 52 New York Knicks 56 Cleveland Rebels 72 New York Knicks 90 Cleveland Rebels 81 New York Knicks |                  |                                                                      |

PRECEDENTI NEI PLAYOFF
|  | N.Y. Knicks | 0 – 0 | Cleveland Rebels |  |

### (W2) St. Louis Bombers - (E2) Philadelphia Warriors
RISULTATO FINALE: 2-1
| Filadelfia 2 aprile 1947 Gara 1          | Philad. Warriors | 73 – 68 (38-43, 35-25) referto | St. Louis Bombers | Philadelphia Arena (8.273 spett.) |
| A. Musi 24 Punti J. Logan , G. Munroe 16 |                  |                                |                   |                                   |
|                                          |                  |                                |                   |                                   |
| A. Musi 24                               | Punti            | J. Logan, G. Munroe 16         |                   |                                   |

| Saint Louis 5 aprile 1947 Gara 2 | St. Louis Bombers | 73 – 51 (19-12, 19-15, 17-13, 18-11) referto | Philad. Warriors | St. Louis Arena |
| B. Smawley 17 Punti A. Musi 12   |                   |                                              |                  |                 |
|                                  |                   |                                              |                  |                 |
| B. Smawley 17                    | Punti             | A. Musi 12                                   |                  |                 |

| Saint Louis 6 aprile 1947 Gara 3 | St. Louis Bombers | 59 – 75 (33-36, 26-39) referto | Philad. Warriors | St. Louis Arena |
| B. Smawley 21 Punti J. Fulks 24  |                   |                                |                  |                 |
|                                  |                   |                                |                  |                 |
| B. Smawley 21                    | Punti             | J. Fulks 24                    |                  |                 |

PRECEDENTI IN REGULAR SEASON
| Regular Season 1946-47 | St. Louis Bombers | 3 – 3 | Philad. Warriors | Referto 1 - Referto 2 - Referto 3 - Referto 4, Referto 5 - Referto 6 |
| Philadelphia Warriors 63 St. Louis Bombers 47 St. Louis Bombers 75 Philadelphia Warriors 75 St. Louis Bombers 71 Philadelphia Warriors 75 Punti 66 St. Louis Bombers 57 Philadelphia Warriors 68 Philadelphia Warriors 59 St. Louis Bombers 66 Philadelphia Warriors 65 St. Louis Bombers |                   | |                  |                                                                      |
| |                   | |                  |                                                                      |
| Philadelphia Warriors 63 St. Louis Bombers 47 St. Louis Bombers 75 Philadelphia Warriors 75 St. Louis Bombers 71 Philadelphia Warriors 75 | Punti             | 66 St. Louis Bombers 57 Philadelphia Warriors 68 Philadelphia Warriors 59 St. Louis Bombers 66 Philadelphia Warriors 65 St. Louis Bombers |                  |                                                                      |

PRECEDENTI NEI PLAYOFF
|  | St. Louis Bombers | 0 – 0 | Philad. Warriors |  |

## Semifinali BAA

### (E2) Philadelphia Warriors - (E3) New York Knicks
RISULTATO FINALE: 2-0
| Arbitri: | John Nucatola Ed Boyle |

|             |       |              |
| J. Fulks 24 | Punti | L. Knorek 10 |

| Arbitri: | John Nucatola Ed Boyle |

|              |       |             |
| T. Byrnes 11 | Punti | J. Fulks 16 |

PRECEDENTI IN REGULAR SEASON
| Regular Season 1946-47 | Philad. Warriors | 4 – 2 | N.Y. Knicks | Referto 1 - Referto 2 - Referto 3 - Referto 4, Referto 5 - Referto 6 |
| (1 t.s.) New York Knicks 64 Philadelphia Warriors 62 Philadelphia Warriors 65 New York Knicks 63 Philadelphia Warriors 59 New York Knicks 72 Punti 60 Philadelphia Warriors 51 New York Knicks 58 New York Knicks 71 Philadelphia Warriors 61 New York Knicks 76 Philadelphia Warriors |                  | |             |                                                                      |
| |                  | |             |                                                                      |
| (1 t.s.) New York Knicks 64 Philadelphia Warriors 62 Philadelphia Warriors 65 New York Knicks 63 Philadelphia Warriors 59 New York Knicks 72 | Punti            | 60 Philadelphia Warriors 51 New York Knicks 58 New York Knicks 71 Philadelphia Warriors 61 New York Knicks 76 Philadelphia Warriors |             |                                                                      |

PRECEDENTI NEI PLAYOFF
|  | Philad. Warriors | 0 – 0 | N.Y. Knicks |  |

### (E1) Washington Capitols - (W1) Chicago Stags
RISULTATO FINALE: 2-4
| Arbitri: | Pat Kennedy Nate Messenger |

|                           |       |             |
| F. Scolari, B. Feerick 13 | Punti | T. Jaros 29 |

| Arbitri: | Pat Kennedy Nate Messenger |

|               |       |                 |
| B. Feerick 19 | Punti | M. Zaslofsky 15 |

| Arbitri: | Pat Kennedy Nate Messenger |

|               |       |               |
| D. Carlson 22 | Punti | B. Feerick 16 |

| Arbitri: | Pat Kennedy Nate Messenger |

|               |       |                             |
| J. Mahnken 18 | Punti | M. Zaslofsky, D. Carlson 21 |

| Chicago 12 aprile 1947 Gara 5       | Chicago Stags | 55 – 67 (12-11, 16-16, 14-17, 13-23) referto | Wash. Capitols | Chicago Stadium |
| M. Zaslofsky 20 Punti B. Feerick 18 |               |                                              |                |                 |
|                                     |               |                                              |                |                 |
| M. Zaslofsky 20                     | Punti         | B. Feerick 18                                |                |                 |

| Arbitri: | Pat Kennedy Nate Messenger |

|               |       |               |
| C. Halbert 25 | Punti | F. Scolari 25 |

PRECEDENTI IN REGULAR SEASON
| Regular Season 1946-47 | Wash. Capitols | 5 – 1 | Chicago Stags | Referto 1 - Referto 2 - Referto 3 - Referto 4, Referto 5 - Referto 6 |
| Chicago Stags 65 Washington Capitols 75 Washington Capitols 87 Chicago Stags 85 Chicago Stags 69 Washington Capitols 105 Punti 73 Washington Capitols 67 Chicago Stags 72 Chicago Stags 67 Washington Capitols 86 Washington Capitols 77 Chicago Stags |                | |               |                                                                      |
| |                | |               |                                                                      |
| Chicago Stags 65 Washington Capitols 75 Washington Capitols 87 Chicago Stags 85 Chicago Stags 69 Washington Capitols 105 | Punti          | 73 Washington Capitols 67 Chicago Stags 72 Chicago Stags 67 Washington Capitols 86 Washington Capitols 77 Chicago Stags |               |                                                                      |

PRECEDENTI NEI PLAYOFF
|  | Wash. Capitols | 0 – 0 | Chicago Stags |  |

## BAA Finals 1947

### Philadelphia Warriors - Chicago Stags
RISULTATO FINALE
|  | Philad. Warriors | 4 – 1 | Chicago Stags |  |

PRECEDENTI IN REGULAR SEASON
| Regular Season 1946-47 | Philad. Warriors | 1 – 5 | Chicago Stags | Referto 1 - Referto 2 - Referto 3 - Referto 4, Referto 5 - Referto 6 |
| Philadelphia Warriors 63 Chicago Stags 75 Philadelphia Warriors 78 Chicago Stags 63 Chicago Stags 70 Philadelphia Warriors 80 Punti 65 Chicago Stags 72 Philadelphia Warriors 84 Chicago Stags 57 Philadelphia Warriors 67 Philadelphia Warriors 73 Chicago Stags |                  | |               |                                                                      |
| |                  | |               |                                                                      |
| Philadelphia Warriors 63 Chicago Stags 75 Philadelphia Warriors 78 Chicago Stags 63 Chicago Stags 70 Philadelphia Warriors 80 | Punti            | 65 Chicago Stags 72 Philadelphia Warriors 84 Chicago Stags 57 Philadelphia Warriors 67 Philadelphia Warriors 73 Chicago Stags |               |                                                                      |

PRECEDENTI NEI PLAYOFF
|  | Philad. Warriors | 0 – 0 | Chicago Stags |  |

#### Roster
| \| Pos. \| Num. \| Naz. \| Nome \| Altezza \| Peso \| Data nascita \| Provenienza \| \| ---- \| ---- \| ---- \| ---------------- \| ------- \| ------ \| ------------ \| ---------------- \| \| A \| 12 \| \| Dallmar, Howie \| 193 cm \| 91 kg \| 24-05-1922 \| Pennsylvania \| \| G/AP \| 6 \| \| Fleishman, Jerry \| 188 cm \| 86 kg \| 14-02-1922 \| New York \| \| A/C \| 10 \| \| Fulks, Joe \| 196 cm \| 86 kg \| 26-10-1921 \| Murray State \| \| A \| 14 \| \| Guokas, Matt \| 191 cm \| 88 kg \| 11-11-1915 \| Saint Joseph's \| \| C \| 18 \| \| Hillhouse, Art \| 201 cm \| 100 kg \| 12-06-1916 \| Long Island \| \| G/AP \| 9 \| \| Kaplowitz, Ralph \| 188 cm \| 77 kg \| 18-05-1919 \| New York \| \| A \| 9 \| \| Murphy, John \| 188 cm \| 79 kg \| 13-09-1924 \| Simon Gratz H.S. \| \| G \| 5 \| \| Musi, Angelo \| 175 cm \| 66 kg \| 25-07-1918 \| Temple \| \| G \| 15 \| \| Rosenberg, Petey \| 178 cm \| 75 kg \| 07-04-1918 \| Saint Joseph's \| \| G \| 7 \| \| Rullo, Jerry \| 178 cm \| 75 kg \| 23-06-1923 \| Temple \| \| G \| 8 \| \| Senesky, George \| 188 cm \| 81 kg \| 04-04-1922 \| Saint Joseph's \| \| A \| 4 \| \| Sheffield, Fred \| 188 cm \| 75 kg \| 05-11-1923 \| Utah \| | Allenatore - Eddie Gottlieb Assistente/i - Cy Caselman Legenda - (C) Capitano - (FA) Free agent - (S) Sospeso - (TW) Contratto Two-way - (GL) Assegnato a squadra G League affiliata - Infortunato Roster • Transazioni · Ultima transazione: 3 febbraio 1947 |                        |                  |         |        |              |                  |
| Pos. | Num. | Naz.                   | Nome             | Altezza | Peso   | Data nascita | Provenienza      |
| A | 12 | Stati Uniti (bandiera) | Dallmar, Howie   | 193 cm  | 91 kg  | 24-05-1922   | Pennsylvania     |
| G/AP | 6 | Stati Uniti (bandiera) | Fleishman, Jerry | 188 cm  | 86 kg  | 14-02-1922   | New York         |
| A/C | 10 | Stati Uniti (bandiera) | Fulks, Joe       | 196 cm  | 86 kg  | 26-10-1921   | Murray State     |
| A | 14 | Stati Uniti (bandiera) | Guokas, Matt     | 191 cm  | 88 kg  | 11-11-1915   | Saint Joseph's   |
| C | 18 | Stati Uniti (bandiera) | Hillhouse, Art   | 201 cm  | 100 kg | 12-06-1916   | Long Island      |
| G/AP | 9 | Stati Uniti (bandiera) | Kaplowitz, Ralph | 188 cm  | 77 kg  | 18-05-1919   | New York         |
| A | 9 | Stati Uniti (bandiera) | Murphy, John     | 188 cm  | 79 kg  | 13-09-1924   | Simon Gratz H.S. |
| G | 5 | Stati Uniti (bandiera) | Musi, Angelo     | 175 cm  | 66 kg  | 25-07-1918   | Temple           |
| G | 15 | Stati Uniti (bandiera) | Rosenberg, Petey | 178 cm  | 75 kg  | 07-04-1918   | Saint Joseph's   |
| G | 7 | Stati Uniti (bandiera) | Rullo, Jerry     | 178 cm  | 75 kg  | 23-06-1923   | Temple           |
| G | 8 | Stati Uniti (bandiera) | Senesky, George  | 188 cm  | 81 kg  | 04-04-1922   | Saint Joseph's   |
| A | 4 | Stati Uniti (bandiera) | Sheffield, Fred  | 188 cm  | 75 kg  | 05-11-1923   | Utah             |

| \| Pos. \| Num. \| Naz. \| Nome \| Altezza \| Peso \| Data nascita \| Provenienza \| \| ---- \| ---- \| ---- \| ------------------ \| ------- \| ------ \| ------------ \| ------------------- \| \| G \| 16 \| \| Baker, Norm \| 183 cm \| 82 kg \| 17-02-1923 \| - \| \| AG \| 16 \| \| Carlisle, Chet \| 196 cm \| 88 kg \| 02-11-1916 \| UC Berkeley \| \| AP \| 15 \| \| Carlson, Don \| 183 cm \| 77 kg \| 22-03-1919 \| Minnesota \| \| AG \| 3 \| \| Davis, Bill \| 191 cm \| 98 kg \| 03-10-1920 \| Notre Dame \| \| A \| 13 \| \| Duffy, Bob \| 193 cm \| 79 kg \| 05-07-1922 \| Tulane \| \| AG \| 17-7 \| \| Gilmur, Chuck \| 193 cm \| 102 kg \| 13-08-1922 \| Washington \| \| C \| 22 \| \| Halbert, Chick \| 206 cm \| 102 kg \| 27-02-1919 \| West Texas A&M \| \| AP \| 26 \| \| Jaros, Tony \| 191 cm \| 84 kg \| 22-02-1920 \| Minnesota \| \| AP \| 12 \| \| Kautz, Wibs \| 183 cm \| 82 kg \| 07-09-1915 \| Loyola Chicago \| \| G/AP \| 9 \| \| O'Shields, Garland \| 185 cm \| 88 kg \| 23-05-1921 \| Tennessee \| \| AP \| 8 \| \| Parrack, Doyle \| 183 cm \| 75 kg \| 06-12-1921 \| Oklahoma State \| \| A \| \| \| Rensberger, Bob \| 188 cm \| 77 kg \| 07-03-1921 \| Notre Dame \| \| P \| 6 \| \| Rottner, Mickey \| 178 cm \| 82 kg \| 23-03-1919 \| Loyola Chicago \| \| AP \| 5 \| \| Seminoff, Jim \| 188 cm \| 86 kg \| 01-09-1922 \| Southern California \| \| G \| 4 \| \| Sydnor, Buck \| 178 cm \| 79 kg \| 19-09-1921 \| Western Kentucky \| \| AP \| 10 \| \| Zaslofsky, Max \| 188 cm \| 77 kg \| 07-12-1925 \| St. John's \| | Allenatore - Harold Olsen Assistente/i - Philip Brownstein Legenda - (C) Capitano - (FA) Free agent - (S) Sospeso - (TW) Contratto Two-way - (GL) Assegnato a squadra G League affiliata - Infortunato Roster • Transazioni · Ultima transazione: 1 luglio 1947 |                        |                    |         |        |              |                     |
| Pos. | Num. | Naz.                   | Nome               | Altezza | Peso   | Data nascita | Provenienza         |
| G | 16 | Canada (bandiera)      | Baker, Norm        | 183 cm  | 82 kg  | 17-02-1923   | -                   |
| AG | 16 | Stati Uniti (bandiera) | Carlisle, Chet     | 196 cm  | 88 kg  | 02-11-1916   | UC Berkeley         |
| AP | 15 | Stati Uniti (bandiera) | Carlson, Don       | 183 cm  | 77 kg  | 22-03-1919   | Minnesota           |
| AG | 3 | Stati Uniti (bandiera) | Davis, Bill        | 191 cm  | 98 kg  | 03-10-1920   | Notre Dame          |
| A | 13 | Stati Uniti (bandiera) | Duffy, Bob         | 193 cm  | 79 kg  | 05-07-1922   | Tulane              |
| AG | 17-7 | Stati Uniti (bandiera) | Gilmur, Chuck      | 193 cm  | 102 kg | 13-08-1922   | Washington          |
| C | 22 | Stati Uniti (bandiera) | Halbert, Chick     | 206 cm  | 102 kg | 27-02-1919   | West Texas A&M      |
| AP | 26 | Stati Uniti (bandiera) | Jaros, Tony        | 191 cm  | 84 kg  | 22-02-1920   | Minnesota           |
| AP | 12 | Stati Uniti (bandiera) | Kautz, Wibs        | 183 cm  | 82 kg  | 07-09-1915   | Loyola Chicago      |
| G/AP | 9 | Stati Uniti (bandiera) | O'Shields, Garland | 185 cm  | 88 kg  | 23-05-1921   | Tennessee           |
| AP | 8 | Stati Uniti (bandiera) | Parrack, Doyle     | 183 cm  | 75 kg  | 06-12-1921   | Oklahoma State      |
| A | | Stati Uniti (bandiera) | Rensberger, Bob    | 188 cm  | 77 kg  | 07-03-1921   | Notre Dame          |
| P | 6 | Stati Uniti (bandiera) | Rottner, Mickey    | 178 cm  | 82 kg  | 23-03-1919   | Loyola Chicago      |
| AP | 5 | Stati Uniti (bandiera) | Seminoff, Jim      | 188 cm  | 86 kg  | 01-09-1922   | Southern California |
| G | 4 | Stati Uniti (bandiera) | Sydnor, Buck       | 178 cm  | 79 kg  | 19-09-1921   | Western Kentucky    |
| AP | 10 | Stati Uniti (bandiera) | Zaslofsky, Max     | 188 cm  | 77 kg  | 07-12-1925   | St. John's          |

#### Risultati
| Arbitri: | Pat Kennedy Nate Messinger |

|                                                                                   |            |                                                                                         |
| J. Fulks 37                                                                       | Punti      | C. Halbert 19                                                                           |
| H. Dallmar 4                                                                      | Assist     | M. Rottner 2                                                                            |
| Dallmar, Fleishman, Fulks, Guokas, Hillhouse, Kaplowitz, Musi, Rosenberg, Senesky | Formazioni | Carlisle, Carlson, Davis, Gilmur, Halbert, Jaros, Parrack, Rottner, Seminoff, Zaslofsky |

| Arbitri: | Nate Messinger Pat Kennedy |

|                                                                           |            |                                                                                       |
| H. Dallmar 18                                                             | Punti      | C. Carlisle 19                                                                        |
| R. Kaplowitz 2                                                            | Assist     | C. Gilmur, C. Halbert, W. Kautz, J. Seminoff 1                                        |
| Dallmar, Fleishman, Fulks, Hillhouse, Kaplowitz, Musi, Rosenberg, Senesky | Formazioni | Carlisle, Carlson, Davis, Gilmur, Halbert, Jaros, Kautz, Parrack, Seminoff, Zaslofsky |

| Arbitri: | Pat Kennedy Jim Beiersdorfer |

|                                                                                |            |                                                                                   |
| M. Zaslofsky, D. Carlson 15                                                    | Punti      | J. Fulks 26                                                                       |
| Carlisle, Carlson, Davis, Gilmur, Halbert, Jaros, Rottner, Seminoff, Zaslofsky | Formazioni | Dallmar, Fleishman, Fulks, Guokas, Hillhouse, Kaplowitz, Musi, Rosenberg, Senesky |

| Arbitri: | Pat Kennedy Jim Beiersdorfer |

|                                                                             |            |                                                                                          |
| M. Zaslofsky 20                                                             | Punti      | G. Senesky 24                                                                            |
| C. Halbert, J. Seminoff, D. Carlson 1                                       | Assist     | J. Fleishman 4                                                                           |
| Carlson, Davis, Gilmur, Halbert, Jaros, Kautz, Rottner, Seminoff, Zaslofsky | Formazioni | Dallmar, Fleishman, Fulks, Guokas, Hillhouse, Kaplowitz, Musi, Rosenberg, Rullo, Senesky |

| Arbitri: | Pat Kennedy Ed Boyle |

|                                                                           |            |                                                                                       |
| J. Fulks 34                                                               | Punti      | T. Jaros 21                                                                           |
| H. Dallmar 4                                                              | Assist     | T. Jaros 3                                                                            |
| Dallmar, Fleishman, Fulks, Hillhouse, Kaplowitz, Musi, Rosenberg, Senesky | Formazioni | Carlisle, Carlson, Davis, Gilmur, Halbert, Jaros, Kautz, Rottner, Seminoff, Zaslofsky |

| Campione BAA 1947               |
| ------------------------------- |
| Philadelphia Warriors 1º titolo |

#### Hall of famer
| BAA Finals | Atleta         | Squadra          | Anno |              |
| ---------- | -------------- | ---------------- | ---- | ------------ |
| Giocatore  | Joe Fulks      | Philad. Warriors | 1978 | Giocatore    |
| Allenatore | Eddie Gottlieb | Philad. Warriors | 1972 | Contributore |
| Allenatore | Harold Olsen   | Chicago Stags    | 1959 | Contributore |

## Squadra vincitrice
| N° | Naz.                   | Ruolo | Sportivo        | Anno | Alt. | Peso |
| -- | ---------------------- | ----- | --------------- | ---- | ---- | ---- |
| 4  | Stati Uniti (bandiera) | A     | Fred Sheffield  | 1923 | 188  | 75   |
| 5  | Stati Uniti (bandiera) | G     | Angelo Musi     | 1918 | 175  | 66   |
| 6  | Stati Uniti (bandiera) | GA    | Jerry Fleishman | 1922 | 188  | 86   |
| 7  | Stati Uniti (bandiera) | G     | Jerry Rullo     | 1923 | 178  | 75   |
| 8  | Stati Uniti (bandiera) | G     | George Senesky  | 1922 | 188  | 81   |
| 9  | Stati Uniti (bandiera) | GA    | Ralph Kaplowitz | 1919 | 188  | 77   |
| 9  | Stati Uniti (bandiera) | A     | John Murphy     | 1924 | 188  | 79   |
| 10 | Stati Uniti (bandiera) | AC    | Joe Fulks       | 1921 | 196  | 86   |
| 12 | Stati Uniti (bandiera) | A     | Howie Dallmar   | 1922 | 193  | 91   |
| 14 | Stati Uniti (bandiera) | A     | Matt Guokas     | 1915 | 191  | 88   |
| 15 | Stati Uniti (bandiera) | G     | Petey Rosenberg | 1918 | 178  | 75   |
| 18 | Stati Uniti (bandiera) | C     | Art Hillhouse   | 1916 | 201  | 100  |

## Statistiche
Aggiornate al 26 luglio 2021.
| Categoria | Giocatore  | Squadra          | Media | PG |
| --------- | ---------- | ---------------- | ----- | -- |
| Punti     | Joe Fulks  | Philad. Warriors | 22,2  | 10 |
| Assist    | Ray Wertis | Cleveland Rebels | 2,0   | 3  |